# Raghuva perdentata
Raghuva perdentata är en fjärilsart som beskrevs av George Francis Hampson 1903. Raghuva perdentata ingår i släktet Raghuva och familjen nattflyn. Inga underarter finns listade.